# Anna Bieri
Anna Bieri (* 25. Januar 1985) ist eine Schweizer Politikerin (Die Mitte) und Mathematiklehrerin.

## Leben
Anna Bieri, die Tochter des früheren Ständerats Peter Bieri, wuchs in Hünenberg auf. Sie studierte Mathematik an der Universität Zürich und arbeitet als Mathematiklehrerin an der Kantonsschule Zug.

## Politik
Anna Bieri ist seit 2011 Mitglied des Zuger Kantonsrats und engagiert sich dort in den Kommissionen für Bildung, derjenigen für den öffentlichen Verkehr und in der Kommission zum Energiegesetz. Sie ist Vizepräsidentin von Die Mitte Kanton Zug und sitzt im Vorstand ihrer Partei in der Sektion Hünenberg.
Ausserdem wirkt Anna Bieri im Vorstand des Vereins Elektromobilität Zug, des Bildungsnetzes Zug und des Kantonalkomitees der Stiftung für junge Auslandschweizer. Sie ist Stiftungsrätin von Phönix Zug und Doku Zug.